# I. Jenő pápa
I. Szent Jenő (latinul: Eugenius), (? – 657. június 2.) léphetett a keresztény egyház pápai hivatalába a történelem során 75.-ként 654. augusztus 10-től. Kényes politikai helyzetben kezdődött meg pontifikátusa. Valójában még elődje életében foglalhatta el a római püspöki széket. A törékeny kapcsolatot a császárral némi szerencse közrejátszásával sikerült fenntartani. A monotheletista tanok ellen foglalt állást.

## Élete
Rómában született előkelő családban. Apját Rufinianusnak hívták. Amikor elődje, I. Márton pápa trónra lépett, már akkor régóta szolgálta az Úr egyházát. A klérusban befolyását korának és tapasztalatának köszönhette. Amikor 653 júniusában a császár katonái elhurcolták Mártont Rómából és haláláig száműzetésben tartották, a szent városban maradtak nem tudták mit tegyenek. II. Kónsztasz bizánci császár azt üzente, hogy válasszák meg Márton utódját, mert a pápa lelke tisztátlan és nem érdemes Szent Péter örökségére. A klérus mégsem hívta össze a pápaválasztó zsinatot. Több mint egy évig azzal a gyakorlattal irányították a keresztény egyház ügyeit, amelyet akkor alkalmaztak, amikor a pápa hosszú időre távol maradt vagy interregnum volt. Eszerint az archónus, az archidiakónus és a jegyzők vezetője irányították az egyházat. Eközben a császár folyamatosan győzködte az atyákat az újraválasztás szükségességéről. Amikor Márton levelet küldött Rómába, amelyben elismerte az utódlás szükségességét, a zsinat összeült. Kónsztansz nyomására 654. augusztus 10-én Jenőt választották meg egyházfőnek, és azonnal fel is szentelték.
Az új pápa első intézkedése volt, hogy követeket küldött Konstantinápolyba, hogy tudassa a császárral megválasztását, és hogy hűségéről biztosítsa az uralkodót. Azonban Kónsztansz nem elégedett meg ennyivel, és a hazatérő követeknek átadta Péter, konstantinápolyi pátriárka levelét. A levél mellé császári legátus is járt, amely ajándékokat vitt a pápának, és azt az uralkodói kérést közvetítette, hogy Jenő ismerje el az új pátriárkát, és lépjen vele unióra. Péter levele 656-ban érkezett meg Rómába. Az üzenet elég zavaros tartalommal bírt, és feltűnő módon kerülte a Jézus természetével összefüggő kifejezéseket. Amikor a pápa felolvasta a levelet a klérus előtt, azok egyértelműen elítélték annak tartalmát. A Márton elrablása miatt dühös rómaiak pedig addig nem akarták elengedni Jenőt a zsinat helyszínéről, amíg az meg nem ígérte, hogy nem fogja elfogadni a császár kérését.
Kónsztansz követei meghallgatták a pápa válaszát, azonban nem akarták azt elfogadni, és maguk között úgy gondolták, hogy ha Mártont el lehetett mozdítani trónjáról, akkor császári segítséggel Jenőt is ugyanarra a sorsra lehet ítélni. Jenő életét végül a szerencse mentette meg. Kónsztansz már szervezni kezdte az újabb engedetlen pápa elmozdítását, amikor 654-ben iszlám seregek elfoglalták Rodosz szigetét, és a császári flotta Finikénél 655-ben vereséget szenvedett. A bizánci erők lekötöttsége biztosította a pápa biztonságát, így Jenő írásban ítélte el a monotheletizmust, az Ecthesist és a Tüposzt. Egyéb nem maradt fenn az idős pápa uralkodásából. Végül 657. június 2-án halt meg. A Szent Péter-bazilika őrzi hamvait. Szentté avatták, ünnepét június 2-án tartják.

## Művei
- Documenta Catholica Omnia (latin nyelven). (Hozzáférés: 2011. december 6.)